# Morti nel 1190
| Questa pagina contiene informazioni ricavate automaticamente dalle voci biografiche con l'ausilio del template Bio e di un bot. L'aggiornamento è periodico e automatico e ricostruisce completamente la pagina. Se manca una persona in questa lista, sei pregato di non aggiungerla, ma accertati piuttosto che la sua voce biografica contenga il template Bio e che i dati anagrafici siano correttamente compilati. Se il template Bio manca, inseriscilo tu stesso o, in alternativa, metti l'avviso {{tmp\|Bio}} che ne segnala la mancanza. Se i dati riportati sono sbagliati, correggi direttamente la voce biografica; le modifiche saranno visibili in questa lista entro pochi giorni. Per chiarimenti vedi il progetto biografie. La lista contiene solo le 27 persone che sono citate nell'enciclopedia e per le quali è stato implementato correttamente il template Bio. Pagina aggiornata al 10 giu 2025. |

- 18 febbraio - Ottone II di Meißen, nobile tedesco (n. 1125)
- 23 marzo - Saigyō, poeta giapponese (n. 1118)
- 6 maggio - Friedrich von Hausen, poeta tedesco
- 10 giugno - Federico Barbarossa, sovrano tedesco (n. 1122)
- 14 giugno - Enrico I di Tirolo, nobile
- 1º agosto - Fiorenzo III d'Olanda, conte
- 10 agosto - Goffredo III di Lovanio, duca (n. 1142)
- 16 agosto - Dedi III di Lusazia, nobile tedesco
- 31 agosto - Robert de Beaumont, III conte di Leicester, nobile inglese
- 13 settembre - Ermanno IV di Baden, nobile tedesco (n. 1135)
- 20 settembre - Adelog, vescovo cattolico tedesco
- 16 ottobre - Ludovico III di Turingia, nobile tedesco
- 19 novembre - Baldovino di Exeter, abate e arcivescovo cattolico inglese
- 20 novembre - Cipriano di Calamizzi, abate e religioso italiano
- Anwari, poeta e astrologo persiano
- Berta di Putelendorf, nobile sassone
- Elia III, vescovo cristiano orientale siro
- Enrico I di Bar, nobile
- Ranulf de Glanvill, politico inglese
- Gualtiero, arcivescovo cattolico italiano
- Isabella di Hainaut, regina fiamminga (n. 1170)
- Khaqani, poeta persiano
- Leonzio II di Gerusalemme, vescovo ortodosso macedone
- Maria Comnena, regina ungherese (n. 1144)
- Miroslav Zavidović
- Ruggero di Andria, nobile italiano
- Sibilla di Gerusalemme, sovrana (n. 1160)